# Tilloforma mediofasciata
Tilloforma mediofasciata là một loài bọ cánh cứng trong họ Cerambycidae.